# Хайнрих X (Ройс-Лобенщайн)
Хайнрих X Ройс-Лобенщайн (на немски: Heinrich X Reuß zu Lobenstein; * 9 септември 1621, Гера; † 25 януари 1671, Лобенщайн) от фамилията Ройс „младата линия“ е граф на Лобенщайн и Ройс-Еберсдорф, (1647 – 1671), господар на Хиршсберг (1664 – 1671). Той е ректор на университета в Лайпциг и прародител (точно: прапрапрапрадядо) на кралица Виктория.

## Биография
Той е най-малкият син на Хайнрих II Ройс-Гера (1572 – 1635) и Магдалена фон Хоенлое (1572 – 1596), дъщеря на граф Волфганг фон Хоенлое-Вайкерсхайм-Лангенбург (1546 – 1610) и графиня Магдалена фон Насау-Диленбург (1547 – 1633).
След смъртта на баща му той е възпитаван под опекунството на по-големите му братя Хайнрих II (1602 – 1670) и Хайнрих III (1603 – 1640). Те го изпращат да следва в университета в Лайпциг, където той е ректор на от зимния семестър 1641 до летния семестър 1643 г.
При подялбата на младата линия Ройс през 1647 г. Хайнрих X получава господството Лобенщайн без новообразуваното господство Заалбург. Така той основава линията Лобенщайн на фамилията Ройс младата линия. През 1653 г. той е на имперското събрание в Аугсбург. През 1664 г. купува 1664 собственостите на двореца и имението Хиршберг. След смъртта на брат му Хайнрих IV (1604 – 1628) той отново е собственик на имотите на фамилията в Заалбург, а през 1670 г. става шеф на фамилията Ройс.
Хайнрих X Ройс-Лобенщайн умира на 25 януари 1671 г. на 49 години в Лобенщайн. След смъртта му синовете управляват заедно собственостите, които по-късно разделят на нови под-линии. Клонът Лобенщайн измира по мъжка линия през 1853 г.

## Фамилия
Хайнрих X Ройс-Лобенщайн се жени на 24 октомври 1647 г. в Шлайц за Мария Сибила фон Ройс-Плауен (* 4 август 1625, Вилденфелс; † 21 май 1675, Еберсдорф), дъщеря на Хайнрих IV Роус-Оберграйц от „старата линия“ (1597 – 1629) и Юлиана Елизабет фон Даун-Ньофвилер фон Вилдграф (1602 – 1653). Те имат 12 деца:
- Хайнрих III (* 16 декември 1648, Лобенщайн; † 24 май 1710, Гера), граф и господар на Лобенщайн, женен за Мария Кристиана фон Лайнинген-Вестербург (* 28 януари 1650; † 19 ноември 1714/17 януари 1740), дъщеря на граф Георг Вилхелм фон Лайнинген-Вестербург (1619 – 1695); имат 14 деца
- Хайнрих V (* 18 май 1650, Лобенщайн; † 30 декември 1672, Векселбург)
- Хайнрих VI (* 20 март 1651, Лобенщайн; † 3 август 1651, Лобенщайн)
- Хайнрих VIII (* 20 май 1652, Лобенщайн; † 29 октомври 1711, Хиршберг), граф и господар на Хиршберг, женен I. за Елизабет София фон Боденхаузен(* 27 юни 1650; † 7 май 1687), II. на 19 юли 1688 г. за София Юлиана Ройс-Оберграйц (* 25 декември 1670; † 23 август 1696)
- Магдалена Доротея (* 29 август 1653, Лобенщайн; † 11 март 1705, Хоф)
- Хайнрика Юлиана (* 30 ноември 1654, Лобенщайн; † 13 юни 1728, Гера), омъжена на 27 октомври 1686 г. за граф Йохан Албрехт фон Ронов и Биберщайн (* 11 ноември 1625; † 9 август 1707)
- Ернестина София (*/† 1656, Лобенщайн)
- Амалия Кристина (* 15 септември 1657, Лобенщайн; † 18 февруари 1660, Лобенщайн)
- Хайнрих IX (* 18 октомври 1659, Лобенщайн; † 18 февруари 1660, Лобенщайн)
- Елеонора (* 7 септември 1661, Лобенщайн; † 18 август 1696, Барут), омъжена 1688 г. в Зорау за Йохан Георг III фон Золмс-Барут (* 30 април 1630; † 12 януари 1690), син на граф Йохан Георг II фон Золмс-Барут-Вилденфелс (1591 – 1632)
- Фридерика Сибила (* 7 септември 1661, Лобенщайн; † 11 декември 1728, Еберсдорф)
- Хайнрих X (* 29 ноември 1662, Лобенщайн; † 10 юни 1711, Еберсдорф), граф и господар на Еберсдорф, женен на 29 ноември 1694 г. в Лаубах за Ердмута Бенигна фон Золмс-Лаубах (* 13 април 1670, Вилденфелс; † 14 септември 1732 Еберсдорф), дъщеря на граф Йохан Фридрих фон Золмс-Лаубах-Барут-Вилденфелс (1625 – 1696).